# Jean François Gabriel Calemard de Lafayette
Pour les autres membres de la famille, voir famille Calemard de Lafayette.
Pour les articles homonymes, voir Lafayette.
Jean François "Gabriel" Calemard de Lafayette, baron de Chadrac (en périphérie du Puy-en-Velay, terre à château de ce nom, héritée de sa famille maternelle), né au Puy-en-Velay le 2 avril 1781, mort à Paris le 3 mai 1829, fils de Pierre Marcellin Calemard de Lafayette (1751-1831), magistrat présidial et d’Anna de Sigaud de Chadrac, est un magistrat et homme politique français.

## Biographie
Magistrat, il entre dans la carrière sous la Restauration, il est nommé successivement procureur du roi au Puy-en-Velay, président de chambre à la cour d'appel de Lyon et premier président de la cour d'appel de Grenoble. Président du Conseil général de la Haute-Loire, il est élu député de la Haute-Loire le 25 février 1824. Il vote avec la majorité royaliste, se prononçant le 7 juin 1824, sur la septennalité de la Chambre ; le 30 mars 1825, sur l’entretien des routes ; en mai 1828 sur l’interprétation des lois après recours en cassation. Le 2 mai 1829, place de la Concorde à Paris, il est assassiné, dans sa voiture, par un ancien émigré, qui se jugeait mal servi dans la répartition du milliard des émigrés, à laquelle Calemard de Lafayette avait travaillé, en sa qualité de membre de la commission créée pour cela. « L’assassin se brûla la cervelle sur-le-champ. D’autres sources précisent que ce drame fut en réalité causé par une rivalité passionnelle. Calemard de Lafayette expira le lendemain, emportant les regrets de tous ses compatriotes. » (Gaston Joubert)
Il est inhumé au cimetière du Père-Lachaise (21e division).

## Famille
Issu d’une famille de robe vellave, maintenue noble par lettres-patentes du 12 avril 1828, frère de Pierre Calemard de Lafayette (1783-1873), il se marie en premières noces à Galathée de Quinsart d’Espradels, et en secondes noces, par contrat du 16 juillet 1826 (me Guibert, à Meudon), à Marie-Élisabeth de Pradier d’Agrain, décédée le 31 août 1847, fille du marquis de ce nom, dernier président de la Chambre des comptes de Bourgogne.
Du premier lit seulement, vinrent :
1. Fanny Calemard de Lafayette, mariée à Edouard Arnaud, docteur en médecine.
2. Léonie Calemard de Lafayette, née en 1814, veuve de Charles de Chardon des Roys, qui devint religieuse du Sacré-Cœur et mourut le 21 novembre 1859.
3. Louis Calemard de Lafayette, né vers 1817, mort en 1870, banquier et associé d’agent de change, ayant publié : Les Boursiers de Paris, 1858 ; Aristocratie et Bourgeoisie, 1848 ; Guide du client de la Bourse et édité Le Carnet, revue de la Bourse, 1865 ; et Journal de la Bourse en 1866. Marié à Cécile Stéphanie Winckel, il n’a laissé qu’une postérité féminine.

### Sources
- « Jean François Gabriel Calemard de Lafayette », dans Adolphe Robert et Gaston Cougny, Dictionnaire des parlementaires français, Edgar Bourloton, 1889-1891 [détail de l’édition]